# Jerry Media
Jerry Media es una empresa de contenido y publicidad que opera varias cuentas de Instagram, entre las que destaca @fuckjerry. La cuenta, fundada por Elliot Tebele en 2011, es conocida por su agregación de contenido en línea y memes de Internet. La popularidad de la cuenta llevó a Tebele a fundar Jerry Media, que más tarde se hizo conocida por su promoción del Fyre Festival. Posteriormente, Jerry Media coprodujo Fyre, un documental sobre el fallido festival de música. Jerry Media está involucrado con Jerry News, JaJa Tequila, y el juego de cartas What Do You Meme.

## Historia
Elliot Tebele abrió la cuenta @fuckjerry en Tumblr en 2011 y originalmente publicó fotos de autos antiguos. El nombre está inspirado en Seinfeld. «Estaba viendo Seinfeld, intentando pensar en un nombre para Tumblr y de alguna manera se me ocurrió», dijo Tebele. Tebele es de Brooklyn y abandonó la universidad.
Más tarde se expandió a Instagram y finalmente formó Jerry Media junto con los cofundadores Elie Ballas, Ben Kaplan, Mick Purzycki y James Ohliger.

## Operaciones
Jerry Media opera una red de cuentas además de @fuckjerry. The New York Times escribió en 2020 que «la cartera de la empresa incluye algunas de las cuentas de memes más notables de Instagram». Una de las cuentas de Jerry Media es @beigecardigan, que fue iniciada por la esposa del fundador de @fuckjerry, Elliot Tebele, la estilista personal Jessica Tebele. Comenzó la cuenta después de ver el éxito de Elliot con @fuckjerry y describe su cuenta como «más el sentido del humor de una mujer» y «en realidad, más rudo que FuckJerry». Jerry Media opera Dude With Sign, una cuenta de Instagram con fotos de Seth Phillips sosteniendo mensajes de cartón con protestas satíricas.
A principios de 2019, Jerry Media trabajó de forma «no oficial» con el huevo de Instagram. Jerry Media utiliza sus seguidores en Instagram para promocionar las marcas de los patrocinadores. A principios de 2019, cada publicación patrocinada le otorga a la empresa 30 000 dólares.

## Controversias

### Fyre Festival
Jerry Media promocionó el fallido Fyre Festival en sus cuentas de redes sociales. Junto con Vice, coprodujo Fyre, un documental sobre el festival que se estrenó mundialmente a través de Netflix el 18 de enero de 2019, cuatro días después de que Hulu lanzara Fyre Fraud. Mientras que el documental de Netflix culpa a Billy McFarland de los fracasos, el documental de Hulu dijo que Jerry Media suprimió las preocupaciones que los asistentes tenían antes del festival. Jerry Media eliminó los comentarios críticos a la compañía de sus publicaciones en Instagram y bloqueó a los usuarios que los publicaban.

### Acusaciones de robar memes
En 2019, surgió el hashtag #FuckFuckJerry. Los comediantes acusaron a @fuckjerry de usar sus publicaciones de Twitter en anuncios del juego de cartas de Jerry Media What Do You Meme. Varias figuras públicas, incluidas Amy Schumer, Patton Oswalt y Whitney Cummings, animaron a sus seguidores a dejar de seguir a @fuckjerry. John Mulaney escribió en una leyenda de Instagram: «Me han robado chistes a mí y a muchos otros comediantes y se benefician de ello». Comedy Central retiró la publicidad de Jerry Media después de que se reconociera que habían robado contenido y no incluían ninguna atribución a los creadores originales del contenido. En referencia a la dependencia de @fuckjerry de los chistes de otras personas, New York escribió que «la cuenta es tan poco original que su estética es literalmente la de una dixie cup de los años 90». En una declaración de febrero de 2019, FuckJerry dijo que cambiaría sus prácticas y pediría permiso a los creadores antes de publicar cualquier contenido.

### Promoción de la campaña de Michael Bloomberg de 2020
En 2020, Jerry Media fue contratado para producir contenido original para la campaña presidencial de Michael Bloomberg de 2020, específicamente para Instagram y Twitter. Luego, la compañía fue criticada por inundar las plataformas de redes sociales con memes y otros contenidos a favor de Bloomberg.

## Lectura adicional
- Frank, Cosmo (8 de junio de 2015). «Fuckjerry's Elliot Tebele Wants His Brand to Last Forever or Whatever». Cosmopolitan (en inglés estadounidense). Consultado el 2 de febrero de 2019.
- Henry, Zoë (4 de octubre de 2017). «How FuckJerry Turned an Instagram Account Into a Multimillion-Dollar Business». Inc.com. Consultado el 2 de febrero de 2019.
- Johnson, Lauren (7 de diciembre de 2016). «How an Instagram Star With a Name Like FuckJerry Makes $30,000 Per Sponsored Post». AdWeek (en inglés estadounidense). Consultado el 2 de febrero de 2019.
- Lorenz, Taylor (31 de enero de 2019). «The World-Record Instagram Egg Is Going to Make Someone Very Rich». The Atlantic (en inglés estadounidense). Consultado el 2 de febrero de 2019.
- Statt, Nick (2 de febrero de 2019). «Fuckjerry founder apologizes for stealing jokes and pledges to get creator permission». The Verge. Consultado el 3 de febrero de 2019.
- Wright, Megh (1 de febrero de 2019). «Comedy Central Stops Advertising With Every Comedian's Worst Enemy». Vulture (en inglés). Consultado el 2 de febrero de 2019.